# Điểm Exeter
Điểm Exeter là một điểm đặc biệt hình học phẳng về tam giác. Điểm Exeter là một tâm tam giác được đánh số thứ tự trong bách khoa toàn thư về các tâm của tam giác là điểm X(22). Điểm này được phát hiện bằng tính toán tại Phillips Exeter Academy năm 1986.

## Xây dựng
Việc xác định điểm Exeter như sau. 

Cho ABC là một tam giác. khi đó tam giác antipedal của điểm tâm đường tròn ngoại tiếp và tam giác circumcevian của điểm trọng tâm sẽ thấu xạ tại điểm Exeter.

## Tọa độ Trilinear
Tọa độ Trilinear của điểm Exeter như sau:
(a (b4 + c4 − a4), b (c4 + a4 − b4), c (a4 + b4 − c4)).

## Tính chất
Điểm Exeter của một tam giác nằm trên đường thẳng Euler của tam giác đó.